# أندري يفريموف
أندري يفريموف (بالأوكرانية: Єфремов Андрій Юрійович)‏ هو لاعب كرة قدم أوكراني في مركز الوسط، ولد في 15 فبراير 1993 في كييف في أوكرانيا. لعب مع TJ OFC Gabčíkovo ‏.

## وصلات خارجية
- أندري يفريموف على موقع اتحاد أوكرانيا (الإنجليزية)
- أندري يفريموف على موقع قاعدة بيانات كرة القدم.إي يو (الإنجليزية)
- أندري يفريموف على موقع Soccerway.com (الإنجليزية)
- أندري يفريموف على موقع عالم كرة القدم.نت (الإنجليزية)